# En attendant l'âme sœur

En attendant l'âme sœur (Under the Mistletoe) est un téléfilm de Noël canadien réalisé par George Mendeluk, et diffusé aux États-Unis le 4 décembre 2006 sur Lifetime.

## Synopsis
Susan a perdu son mari Tom dans un accident de voiture survenu lors des fêtes de Noël, la laissant seule avec son fils Jonathan. Un an après cette tragique disparition, Susan porte encore le deuil de Tom tandis que Jonathan prétend communiquer avec lui. Malgré son inquiétude à ce sujet, Susan est rassurée par Kevin, l'éducateur pédagogique de Jonathan. Néanmoins, l'affection soudaine d'un avocat peu scrupuleux à son égard va forcer son fils et le fantôme de son mari à réagir...

## Fiche technique
- Titre original : Under the Mistletoe
- Réalisation : George Mendeluk
- Scénario : Jason Riley et Lindsay MacAdam
- Société de production : Insight Film Studios
- Durée : 87 minutes
- Pays : Canada

## Distribution
- Jaime Ray Newman (VF : Laurence Bréheret) : Susan Chandler
- Michael Shanks (VF : William Coryn) : Kevin Harrison
- Conan Graham (VF : Alexis Victor) : Tom Chandler
- Ingrid Torrance (VF : Laura Zichy) : Diane Holmes
- Russell Porter (VF : Pierre Laurent) : Greg Roberts
- Burkely Duffield (VF : Simon Koukissa) : Jonathan Chandler
- Derek Green : Lester Brooks
- Jerocko Harder : Butch
- Donna White : Elvira Humbertone
- Peter Ruginis : le Père Noël
- Noel Johansen : Sterling Blake
- Julius Chapple : Dwayne Mitchell
- Brett Queen : Charlie Cummings
- Diana Mitchell : la mère de Floozy
- Josh Crippen : Mike